# François Valentin (général d'armée)
Pour les articles homonymes, voir Valentin et François Valentin.
François Valentin est un général d'armée français, né le 18 juin 1913 à Paris et mort le 14 novembre 2002 à Paris.

## Biographie

### Famille et formation
François Marcel Jacques Valentin naît né le 18 juin 1913 dans le 8e arrondissement de Paris du mariage d'Édouard Valentin, remisier à la Bourse de Paris, et d'Hélène Crémieux.
Après des études au lycée Pasteur de Neuilly-sur-Seine, il intègre l'École polytechnique en 1932.
Le 4 juillet 1953, il épouse Françoise Martin. De ce mariage, naissent cinq enfants.

### Carrière militaire
À sa sortie de l'École polytechnique, François Valentin est alors sous-lieutenant et suit les cours de l'École d'application de l'artillerie. En 1936, il est lieutenant au 17e régiment d'artillerie à Sedan en 1939, au déclenchement de la Seconde Guerre Mondiale.
En mai et juin 1940, il participe aux combats de la bataille de France ; il est fait prisonnier en juin et emmené au camp d'Ebersheim en Alsace. Dès le 30 juin, il parvient à s'échapper et rejoint la zone libre et l'Armée d'armistice dans le 2e régiment d'artillerie. Il est rayé des cadres de l'armée du fait des lois anti-juives. Après une période de vie civile, il cherche à reprendre le combat mais est arrêté après avoir franchi la frontière avec l'Espagne où il est emprisonné. Libéré, il gagne l'Afrique du Nord et est affecté au 63e RAA au Maroc. Au sein du corps expéditionnaire français commandé par le général Juin, il combat en Italie. Il débarque à Marseille en septembre 1944 et participe à la libération de la Franche-Comté et de l'Alsace.
Après la Seconde Guerre mondiale, il participe à la guerre d'Indochine dès 1946 puis à celle d'Algérie en 1957. Promu général de brigade en 1962, il commande l'École d'application de l'artillerie à Châlons-sur-Marne puis, en tant que général de division en 1967, il est nommé adjoint du général Massu, commandant des Forces françaises en Allemagne. Il est nommé adjoint au chef d'état-major des armées, le général Fourquet puis commandant de la 6e Région militaire à Metz. Par décision du Conseil des ministres du 15 décembre 1971, il devient commandant de la 1re armée, et gouverneur militaire de Strasbourg. Dans ces fonctions, il négocie les accords Valentin - Ferber (de) (juillet 1974), accords de coopération entre la France et l'OTAN qui, tout en laissant à la France son autonomie de décision, prévoient son rôle en cas d'engagement aux côtés des troupes de l'OTAN. Il quitte ses fonctions le 14 juillet 1974 pour passer en deuxième section,.

### À l'issue de sa carrière
Ayant quitté l'armée d'active en 1974, François Valentin continue de suivre les questions de Défense, et plaide auprès des autorités politiques pour une armée de métier,.
Il publie Une politique de défense pour la France chez Calmann-Lévy en 1980 et Regards sur la politique de défense de la France de 1958 à nos jours à la Documentation française en 1994,.

### Mort
Il meurt le 14 novembre 2002 à Paris.

## Décorations

### Décorations françaises
- Grand officier de la Légion d'honneur[4]
- Grand-croix de l'ordre national du Mérite[4]
- Croix de guerre 1939–1945
- Médaille des évadés[4]

### Décorations étrangères
- Legion of Merit (États-Unis)
- Commandeur de l'ordre du Million d'Éléphants et du Parasol blanc (Laos)[4]

## Publications
- François Valentin, Une politique de défense pour la France, Calmann-Lévy, 1er janvier 1980, 212 p. (ASIN B0166YRSOO)[16].
- François Valentin, Regards sur la politique de défense de la France de 1958 à nos jours, Fondation pour les études de défense, 1er janvier 1994, 139 p. (ASIN B09FLRTCVK)[17].

## Pour approfondir